# Karine Ponties
Karine Ponties, née à Castres le 25 mars 1967, est une danseuse et chorégraphe franco-belge[réf. nécessaire]. 

## Biographie
Karine Ponties a grandi à Barcelone, où elle étudie la philologie puis la danse avec Juan Tena et Ramon Soler. Elle entre à Mudra en 1986, l'école fondée par Maurice Béjart. En tant qu’interprète, elle travaille avec plusieurs compagnies dont Claudio Bernardo, José Besprosvany, Frédéric Flamand et Charleroi/Danses, Michèle Noiret, Nicole Mossoux/Patrick Bonté (Compagnie Mossoux-Bonté) et Pierre Droulers. En 1995, elle fonde à Bruxelles sa propre compagnie, Dame de Pic, avec laquelle elle crée dès lors ses chorégraphies.
Elle est l’auteure d’une quarantaine de pièces dont Every Direction is North (Golden Mask 2017 - Russie), Mirliflor (Golden Mask 2011 - Russie), Havran et Fidèle à l’éclair (Prix Mimos 2009), Holeulone (Prix de la Critique 2007), Brutalis (prix SACD 2002) et Same Same (Mention spéciale du jury international de la Czech Dance Platform 2019).
L’univers de ses créations se caractérise par son sens de l’absurde, son exploration de l’intimité, de l’organique et des relations humaines.

## Chorégraphies
- 1990 : Forbidden Fruit (avec Mauro Paccagnella)
- 1991 : Inseguimenti (avec Mauro Paccagnella)
- 1992 : Primi (avec Mauro Paccagnella)
- 1996 : Planta Baja
- 1997 : Vecinas (avec le département de la danse d’Helsinki pour les 4e Pépinières européennes pour jeunes artistes)
- 1997 : Dame de Pic
- 1998 : Santinelele naftalina (avec la D.C.M. Fondation de Bucarest)
- 1999 : Negatovas
- 1999 : Glabelle (dans le cadre de Bruxelles 2000)
- 2000 : Glabelle duo, Les Taroupes, et Brucelles (dans le cadre de Bruxelles 2000)
- 2001 : Capture d'un caillot
- 2001 : Scheggia (dans le cadre de Dance Connect, un projet de Dance City Newcastle)
- 2002 : Brutalis
- 2003 : Desirabilis (pour Montréal Danse)
- 2004 : Fatima Gate (avec Lod et Nathalie Elghoul)
- 2004 : Mi non sabir (dans le cadre de Trans Danse Europe)
- 2005 : Le Chant d'amour du grand singe
- 2006 : Phébus et Borée (dans le cadre du projet Les Fables à la Fontaine de la Petite Fabrique)
- 2006 : Nunakt (coproduction Mossoux-Bonté)
- 2006 : Des taureaux dans la tête
- 2006 : Holeulone (inspirée par Des fleurs pour Algernon)
- 2007 : Boreas (avec Lod)
- 2008 :  Cycle des Épouvantails : Fidèle à l'éclair
- 2008 : Louis et nous (dans le cadre du projet de quartier du Théâtre Les Tanneurs)
- 2008 :  Cycle des Épouvantails : Havran
- 2009 :  Cycle des Épouvantails : Humus vertebra
- 2010 :  Cycle des Épouvantails : Babil
- 2010 : Absentia (dans le cadre du projet « Pagina Bianca » de Daniela Lucà)
- 2010 : Mirliflor (dans le cadre du projet européen EUNIC/ Intradance)
- 2010 : Tuco (avec la Companhia Instável)
- 2011 : Cycle des Épouvantails : Benedetto Pacifico
- 2012 : Lamali Lokta
- 2013 : Luciola
- 2014 : Soi
- 2014 : Tyran(s)
- 2014 : La Tour des vents (première collaboration avec le Ballet de l'opéra national du Vietnam)
- 2014 : Pastime Paradise (avec Dialogue Dance)
- 2015 : Hero%
- 2015 : Sur le rivage (deuxième collaboration avec le Ballet de l'opéra national du Vietnam)
- 2016 : Every Direction Is North (avec le Balet Moskva)
- 2017 : La Peau de l'ombre
- 2018 : Le Sourire des égarés
- 2018 : Same Same (avec Temporary Collective)
- 2019 : Fovea
- 2020 : Lichens